# Leichtathletik-Weltmeisterschaften 2009/Teilnehmer (Simbabwe)
| Gelbes Symbol für Goldmedaillen mit stilisierten Olympischen Ringen | Graues Symbol für Silbermedaillen mit stilisierten Olympischen Ringen | Braundes Symbol für Bronzemedaillen mit stilisierten Olympischen Ringen |
| ------------------------------------------------------------------- | --------------------------------------------------------------------- | ----------------------------------------------------------------------- |
| —                                                                   | —                                                                     | —                                                                       |

Der Leichtathletik-Verband Simbabwes stellte fünf Athleten bei den Leichtathletik-Weltmeisterschaften 2009 in Berlin.

## Ergebnisse

### Männer

#### Laufdisziplinen
| Athlet                  | Disziplin | Vorlauf | Vorlauf | Viertelfinale      | Viertelfinale      | Halbfinale         | Halbfinale         | Finale             | Finale             |
| Athlet                  | Disziplin | Zeit    | Platz   | Zeit               | Platz              | Zeit               | Platz              | Zeit               | Platz              |
| ----------------------- | --------- | ------- | ------- | ------------------ | ------------------ | ------------------ | ------------------ | ------------------ | ------------------ |
| Brian Dzingai           | 200 m     | 20,97 s | 29      | DNF                | DNF                | –                  | –                  | –                  | –                  |
| Gabriel Mvumvure        | 200 m     | 22,67 s | 59      | nicht qualifiziert | nicht qualifiziert | nicht qualifiziert | nicht qualifiziert | nicht qualifiziert | nicht qualifiziert |
| Young Talkmore Nyongani | 400 m     | 45,92 s | 26      |                    |                    | nicht qualifiziert | nicht qualifiziert | nicht qualifiziert | nicht qualifiziert |
| George Majaji           | Marathon  |         |         |                    |                    |                    |                    | 2:18:37 h SB       | 35                 |

### Frauen

#### Laufdisziplinen
| Athletin        | Disziplin    | Vorlauf    | Vorlauf | Halbfinale    | Halbfinale    | Finale        | Finale        |
| Athletin        | Disziplin    | Zeit       | Platz   | Zeit          | Platz         | Zeit          | Platz         |
| --------------- | ------------ | ---------- | ------- | ------------- | ------------- | ------------- | ------------- |
| Tamla Pietersen | 100 m Hürden | 14,50 s SB | 36      | ausgeschieden | ausgeschieden | ausgeschieden | ausgeschieden |